# Anacanthobatis marmoratus
Anacanthobatis marmoratus (legskate manchada)  es una especie de peces de la familia Anacanthobatidae. Se encuentra en Mozambique y Sudáfrica. Su hábitat natural  son los mares abiertos. Se desconoce su estado de conservación.